# Актова зала старого корпусу Московського університету
Актова зала старого корпусу Московського університету — унікальний зразок старовинного світського інтер'єру 1817—1819 рр. в стилі ампір, створений в Московському університеті Доменіко Жилярді і збережений донині.

## Твір архітектора Казакова

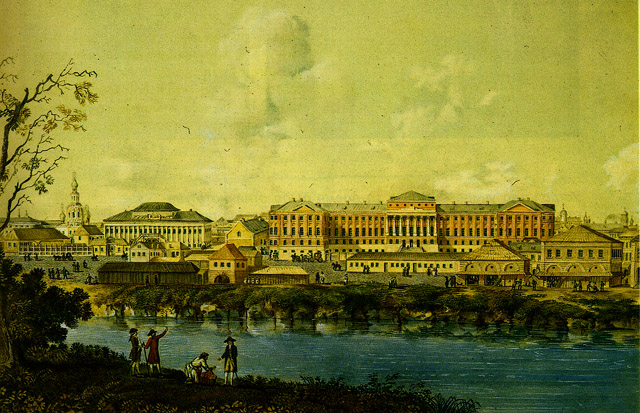
Московський університет М. Казакова до пожежі 1812 року. Акварель 1798 р.

Реалізація ідеї університетської освіти західноєвропейського зразка в Російській імперії випала на долю Шувалова Івана Івановича, вихованого на ідеях французького просвітництва. За сприяння імператриці Єлизавети Петрівни був виданий наказ про створення університету в Москві 26 квітня (7 травня за новим стилем) 1755 року. Університет первісно розмістили в пристосованому приміщенні, де він і функціонував декілька років.
Задум окремого приміщення університету розроблявся з урахуванням вимог мистобудівного плану Москви 1775 р., згідно котрого університет планували вибудувати вздовж вулиці Мохової неподалік від Кремля. Навпроти земельної ділянки університету передбачалось також створення декількох міських площ. У російській архітектурній практиці тої доби панувала палацова архітектура французького зразка. Типовий проект палацу і був пристосований під навчальний заклад. Проект доручили створити відомому московському архітекторові Матвію Казакову. Величну споруду університету Матвій Казаков відокремив від вулиці і дрібної, хаотичної забудови навпроти металевими ґратами та почесним двором (курдонером). Споруду урочисто заклали лише 23 серпня 1786 року і закінчили 1793 року.
Реалізація в повному обсязі проекту ансамблю з відкритими площами розтяглася на десятиліття і була реалізована лише в 1930-ті рр., коли начисто виламали хаотичну забудову навпроти університету, а споруда була візуально пов'язана із фортечними мурами Кремля, ампірним москровським Манежем та старовинним Арсеналом.
Архітектора Казакова полонила ідея створення ротонд, бачених в старовинних архітектурних увражах і шанованих в класицизмі. Тому він декілька разів реалізував побудови ротонд у власних проектах. До найурочистіших і найвдаліших відносяться ротонда в будівлі московського Сенату та ротонда Московського університету в центрі споруди. Подібних не мав навіть столичний Санкт-Петербург. Остання використовувалась для університетських свят і урочистостей та як Велика аудиторія для публічних лекцій.

## Творче відновлення архітектора Доменіко Жилярді

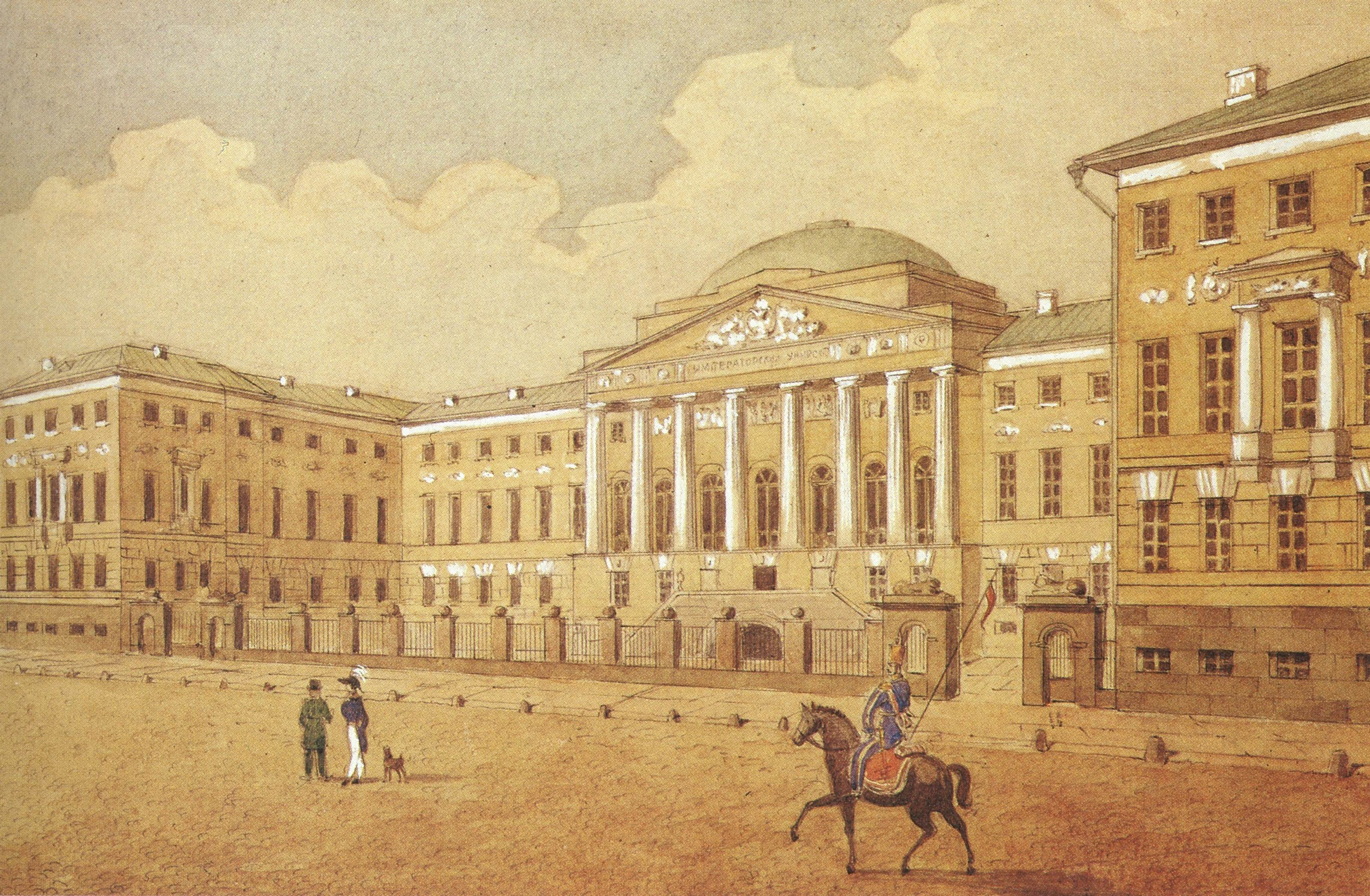
Московський університет у 1820-х роках.

У хаосі відступу з Москви, яку за рішенням уряду віддали на поталу воякам Наполеона Бонапарта 1812 року, архітектурний шедевр Матвія Казакова згорів в ніч на 5 вересня 1812 р. разом із покинутими університетськими і викладацькими архівами, університетськими бібліотеками, дарунками добродіїв та музеєм закладу.
Університетську споруду спромоглися відновити лише через п'ять років після пожежі. Але 1817 р. в справу відновлення і ремонтів втрутився імператор Олександр І та царська родина, а також меценати, котрі надали значні грошові суми. Це надзвичайно прискорило справи.
Комітет міністрів імперії доручив відновлення університетського ансамблю російському архітекторові Доменіко Жилярді (1785—1845), що мав швейцарсько-італійське коріння. Жилярді встиг відвідати Італію ще до початку наполеонівської війни, де в 1803—1810 рр. навчався в Міланській академії та відвідав Флоренцію та Рим і де виробився в одного з найкращих архітекторів і декораторів доби ампіру.
Жилярді переробив головний фасад університету, надавши йому урочистих, ампірних рис, дещо важких і солідних. Тема трумфальності, притаманна рокам після закінчення війни з Наполеоном, була перенесена в інтер'єр університетської Актової зали. Архітектор Жилярді зберіг ротонду в центрі ще казаковської споруди, переніс сюди розімкнену колонаду з балконами та хорами. Унікальність інтер'єру надали стінописи в техніці грізайль в проміжках між колон та унікальні ампірні орнаменти в куполі. Вони зроблені за малюнками Доменіко Жилярді. Хрещаті конструкції величних пропорцій межують тут з рослинними візерунками та фігурами корфеїв минувшини, серед яких постаті поета Гомера, філософа Сократа, математика Піфагора, батька античної медицини Гіппократа, скульптора Фідія, науковця Галілео Галілея.
Були відновлені університетські свята і урочистості. В історичному приміщенні Актової зали проводять нині виставки з історії університету та демонструють унікальні видання Наукової бібліотеки навчального закладу.